# Bazainville
Bazainville est une commune française située dans le département des Yvelines en région Île-de-France.

## Géographie

### Situation
La commune de Bazainville se situe à l'ouest des Yvelines, à 20 km au sud de Mantes-la-Jolie, chef-lieu d'arrondissement et à 35 km à l'ouest de Versailles, chef-lieu du département.
Bazainville fait partie de la région naturelle et agricole du Drouais.

### Hydrographie
Le Ru du Moulin de Letang, d'une longueur de 6,93 km prend sa source dans la forêt située au nord de la commune et se jette dans la Flexanville à hauteur de la commune homonyme. La commune est en outre traversée à l'est de son territoire par le Sausseron, ruisseau prenant sa source à Richebourg et rejoignant la Vesgre à Houdan,.

### Climat
Pour des articles plus généraux, voir Climat de l'Île-de-France et Climat des Yvelines.
En 2010, le climat de la commune est de type climat océanique dégradé des plaines du Centre et du Nord, selon une étude du CNRS s'appuyant sur une série de données couvrant la période 1971-2000. En 2020, Météo-France publie une typologie des climats de la France métropolitaine dans laquelle la commune est exposée à un climat océanique et est dans la région climatique Sud-ouest du bassin Parisien, caractérisée par une faible pluviométrie, notamment au printemps (120 à 150 mm) et un hiver froid (3,5 °C).
Pour la période 1971-2000, la température annuelle moyenne est de 10,4 °C, avec une amplitude thermique annuelle de 14,4 °C. Le cumul annuel moyen de précipitations est de 658 mm, avec 10,6 jours de précipitations en janvier et 8,1 jours en juillet. Pour la période 1991-2020, la température moyenne annuelle observée sur la station météorologique la plus proche, située sur la commune de Saint-Léger-en-Yvelines à 12 km à vol d'oiseau, est de 11,0 °C et le cumul annuel moyen de précipitations est de 706,3 mm,. Pour l'avenir, les paramètres climatiques de la commune estimés pour 2050 selon différents scénarios d'émission de gaz à effet de serre sont consultables sur un site dédié publié par Météo-France en novembre 2022.

### Paysage
Bazainville se situe en limite est de l'unité paysagère de la « Plaine de Houdan ». Cette unité paysagère est marquée par les larges champs de culture céréalière rayonnant autour de Houdan, la présence de la forêt des Quatre Pilliers qui jouxte la commune et l'influence de la Vesgre.

### Communes limitrophes
| Richebourg | Tacoignières | Orgerus   |
|            | Bazainville  | Millemont |
| Maulette   | Gambais      |           |

### Transports et voies de communications

#### Réseau routier
La commune est située près de la RN 12, qu'on peut emprunter en direction de Paris.

#### Desserte ferroviaire
La ligne de Saint-Cyr à Surdon passe par le territoire communal.

#### Bus
La commune est desservie par les lignes 9, 38 et 48 du réseau de bus Centre et Sud Yvelines.

## Urbanisme

### Typologie
Au 1er janvier 2024, Bazainville est catégorisée bourg rural, selon la nouvelle grille communale de densité à sept niveaux définie par l'Insee en 2022.
Elle est située hors unité urbaine. Par ailleurs la commune fait partie de l'aire d'attraction de Paris, dont elle est une commune de la couronne,. Cette aire regroupe 1 929 communes,.

### Occupation des solssimplifiée
Le territoire de la commune se compose en 2017 de 85,46 % d'espaces agricoles, forestiers et naturels, 4,96 % d'espaces ouverts artificialisés et 9,59 % d'espaces construits artificialisés.

### Hameaux de la commune
Guignonville, le Lièvre, la Vallée des Fosses, (les Lieudits : le Gassé, les Sables, le Pavé, le Breuil, le Moulin de Giboudet, le Lion d'or, le Franc Moreau, l'Aunaye)

## Toponymie
Le nom de la localité est attesté sous les formes Baisenvilla en 1208, Basainvilla, Baseinvilla au XIIIe siècle.
Le premier élément est le nom de personne germanique Baso.
La « villa de Baso ».

## Histoire
Vers 1065, Geoffroy de Gometz fonda le prieuré Saint-Georges à Bazainville, qu'il donna, ainsi que les revenus de l'autel de Bisconcelles, près d'Orgerus, à l'abbaye de Marmoutier de Tours. Pour assurer des ressources régulières et suffisantes, il lui accorda plusieurs terres et privilèges, avec en particulier « trois prébendes à Versailles dont l'une se trouve in domino ». Cette donation est confirmée par le roi Philippe Ier, et souscrite par les fils de Geoffroy : Simon de Neauphle, Amaury de Châteaufort et Geoffroy. En 1098, Simon de Neauphle, à la demande de ses frères Hilgod et Andreas de Gometz, confirmera la donation à Marmoutier, dans une charte de l'évêque Yves de Chartres.

## Politique et administration

### Liste des maires
| Période                                  | Période   | Identité                      | Étiquette | Qualité                                                             |
| ---------------------------------------- | --------- | ----------------------------- | --------- | ------------------------------------------------------------------- |
| Les données manquantes sont à compléter. |           |                               |           |                                                                     |
| 1809                                     | ?         | Aurélien Dumesnil de Merville |           | commissaire des guerres (1794) avocat à la cour de cassation (1803) |
|                                          |           |                               |           |                                                                     |
| ?                                        | mars 1977 | Barjot                        |           |                                                                     |
| mars 1977                                | 1993      | Jean Giroud                   |           |                                                                     |
| mars 1993                                | 2001      | Jacques Enxerian              |           |                                                                     |
| mars 2001                                | 2008      | Jacqueline Aboudaram          |           |                                                                     |
| mars 2008                                | 2014      | Patrick Jaffry                |           |                                                                     |
| mars 2014                                | En cours  | Daniel Férédie                |           |                                                                     |

### Instances administratives et judiciaires
La commune de Bazainville appartient au canton de Bonnières-sur-Seine et est rattachée à la communauté de communes du pays Houdanais.
Sur le plan électoral, la commune est rattachée à la neuvième circonscription des Yvelines, circonscription à dominante rurale du nord-ouest des Yvelines.
Sur le plan judiciaire, Bazainville fait partie de la juridiction d’instance de Mantes-la-Jolie et, comme toutes les communes des Yvelines, dépend du tribunal de grande instance ainsi que de tribunal de commerce sis à Versailles,.

### Tendances politiques et résultats
| Scrutin             | Scrutin             | 1er tour | 1er tour  | 1er tour | 1er tour | 1er tour  | 1er tour | 1er tour | 1er tour | 1er tour | 1er tour | 1er tour | 1er tour | 2d tour | 2d tour | 2d tour | 2d tour | 2d tour | 2d tour |
| Scrutin             | Scrutin             | 1er      | 1er       | %        | 2e       | 2e        | %        | 3e       | 3e       | %        | 4e       | 4e       | %        | 1er     | 1er     | %       | 2e      | 2e      | %       |
| ------------------- | ------------------- | -------- | --------- | -------- | -------- | --------- | -------- | -------- | -------- | -------- | -------- | -------- | -------- | ------- | ------- | ------- | ------- | ------- | ------- |
| Présidentielle 2017 | Présidentielle 2017 |          | EM        | 27,78    |          | LR        | 27,47    |          | FN       | 17,07    |          | LFI      | 13,64    |         | EM      | 71,78   |         | FN      | 28,22   |
| Présidentielle 2022 | Présidentielle 2022 |          | LREM      | 36,43    |          | RN        | 19,78    |          | LFI      | 12,43    |          | REC      | 9,30     |         | LREM    | 64,76   |         | RN      | 35,24   |
| Législatives 2022   | 9e                  |          | MoDem-Ens | 36,15    |          | LFI-Nupes | 17,57    |          | RN       | 17,40    |          | LR       | 11,82    |         | MoDem   | 64,51   |         | RN      | 35,49   |
| Législatives 2024   | 9e                  |          | RN        | 37,89    |          | MoDem-Ens | 24,23    |          | PS-NFP   | 20,43    |          | LR       | 11,28    |         | RN      | 52,52   |         | PS      | 47,48   |

## Population et société

### Démographie

#### Évolution démographique
L'évolution du nombre d'habitants est connue à travers les recensements de la population effectués dans la commune depuis 1793. Pour les communes de moins de 10 000 habitants, une enquête de recensement portant sur toute la population est réalisée tous les cinq ans, les populations de référence des années intermédiaires étant quant à elles estimées par interpolation ou extrapolation. Pour la commune, le premier recensement exhaustif entrant dans le cadre du nouveau dispositif a été réalisé en 2004.

En 2022, la commune comptait 1 456 habitants, en évolution de +0,9 % par rapport à 2016 (Yvelines : +2,72 %, France hors Mayotte : +2,11 %).
| 1793 | 1800 | 1806 | 1821 | 1831 | 1836 | 1841 | 1846 | 1851 |
| ---- | ---- | ---- | ---- | ---- | ---- | ---- | ---- | ---- |
| 410  | 365  | 525  | 563  | 557  | 564  | 610  | 585  | 556  |

| 1856 | 1861 | 1866 | 1872 | 1876 | 1881 | 1886 | 1891 | 1896 |
| ---- | ---- | ---- | ---- | ---- | ---- | ---- | ---- | ---- |
| 573  | 546  | 533  | 499  | 493  | 495  | 489  | 534  | 502  |

| 1901 | 1906 | 1911 | 1921 | 1926 | 1931 | 1936 | 1946 | 1954 |
| ---- | ---- | ---- | ---- | ---- | ---- | ---- | ---- | ---- |
| 461  | 453  | 469  | 462  | 454  | 426  | 410  | 497  | 466  |

| 1962 | 1968 | 1975 | 1982 | 1990  | 1999  | 2004  | 2006  | 2009  |
| ---- | ---- | ---- | ---- | ----- | ----- | ----- | ----- | ----- |
| 479  | 512  | 559  | 746  | 1 115 | 1 192 | 1 284 | 1 324 | 1 395 |

| 2014  | 2019  | 2022  | - | - | - | - | - | - |
| ----- | ----- | ----- | - | - | - | - | - | - |
| 1 448 | 1 457 | 1 456 | - | - | - | - | - | - |

#### Pyramide des âges
En 2018, le taux de personnes d'un âge inférieur à 30 ans s'élève à 34,7 %, soit en dessous de la moyenne départementale (38,0 %). De même, le taux de personnes d'âge supérieur à 60 ans est de 21,5 % la même année, alors qu'il est de 21,7 % au niveau départemental.
En 2018, la commune comptait 731 hommes pour 724 femmes, soit un taux de 50,24 % d'hommes, légèrement supérieur au taux départemental (48,68 %).
Les pyramides des âges de la commune et du département s'établissent comme suit.
| Hommes | Classe d’âge | Femmes |
| ------ | ------------ | ------ |
| 0,4    | 90 ou +      | 1,0    |
| 3,8    | 75-89 ans    | 4,4    |
| 16,5   | 60-74 ans    | 17,0   |
| 23,0   | 45-59 ans    | 25,2   |
| 19,5   | 30-44 ans    | 19,7   |
| 14,2   | 15-29 ans    | 12,8   |
| 22,5   | 0-14 ans     | 19,9   |

| Hommes | Classe d’âge | Femmes |
| ------ | ------------ | ------ |
| 0,6    | 90 ou +      | 1,4    |
| 6      | 75-89 ans    | 7,8    |
| 13,5   | 60-74 ans    | 14,8   |
| 20,7   | 45-59 ans    | 20,1   |
| 19,6   | 30-44 ans    | 19,9   |
| 18,5   | 15-29 ans    | 16,8   |
| 21,2   | 0-14 ans     | 19,2   |

### Enseignement
Il y a à Bazainville une école maternelle et élémentaire, ainsi qu'une salle ayant plusieurs fonctions sportives.

### Sports
Plusieurs sports sont pratiqués dans un bâtiment appeler "L'Atelier". La majorité du temps, la salle est dédiée au judo et au tir à l'arc.

## Économie
La commune accueille l'usine principale de l'opticien Krys. L'usine emploie environ 400 personnes. Ce fabricant a lancé en 2014 un plan d'investissement pour augmenter sur ce site ses capacités de production.

## Culture locale et patrimoine

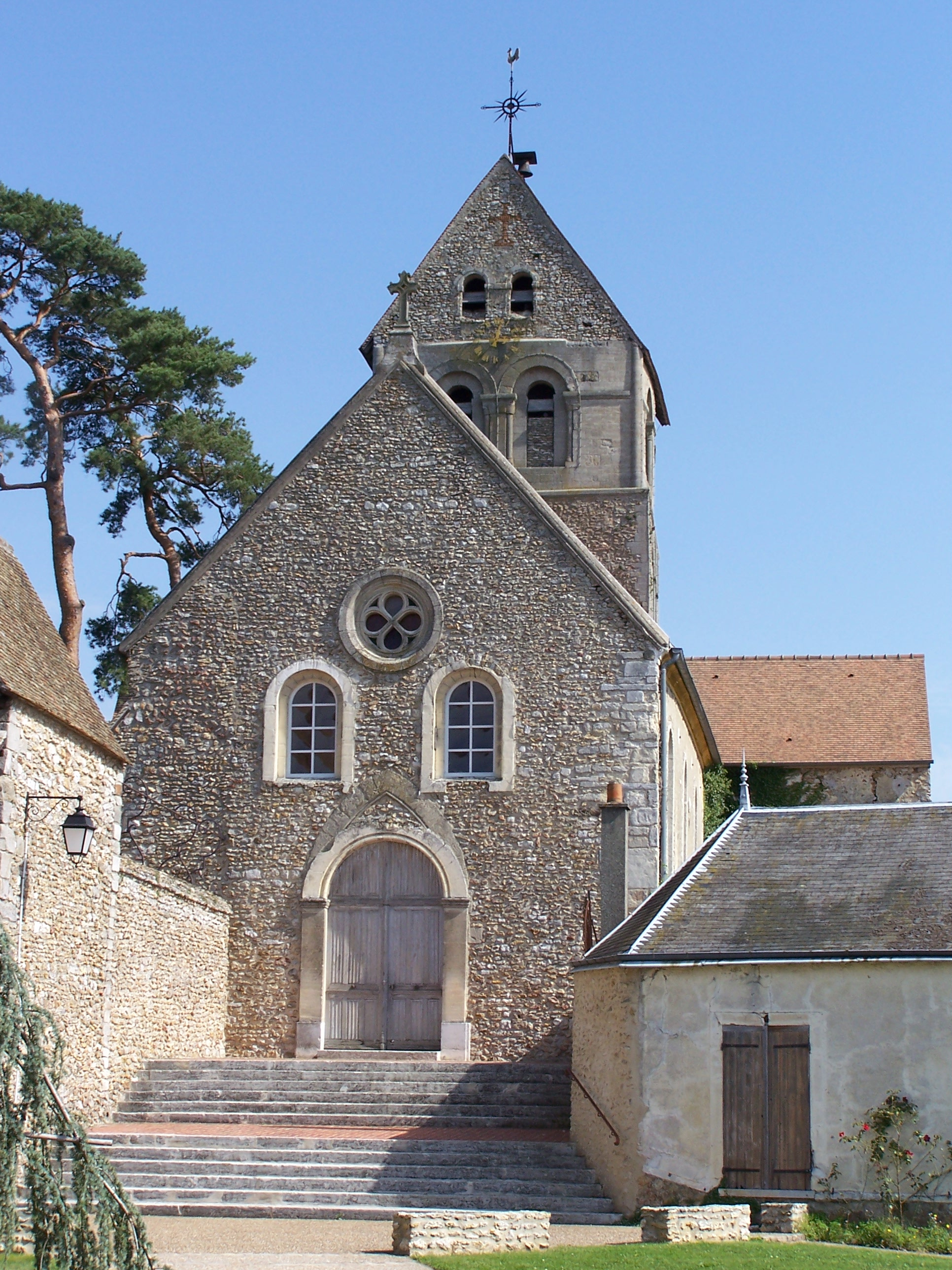
L'église Saint-Nicolas.

### Lieux et monuments
- Prieuré endommagé en 1944 ;
- Ancien lavoir ;
- Maison de Bauge ;
- Moulin de Giboudet ;
- Église Saint-Nicolas du XIe siècle.

### Héraldique
| Blason de Bazainville | Blason  | D'azur aux trois chevrons d'or accompagnés en chef de deux fleurs de lis du même, à l'écusson de gueules au lion d'or et à la bordure d'hermine brochant sur le tout. |
| Blason de Bazainville | Détails | |